# 马家乡 (九寨沟县)
马家乡，是中华人民共和国四川省阿坝藏族羌族自治州九寨沟县曾经下辖的一个乡。2019年12月，撤销勿角乡、马家乡，设立勿角镇，以原勿角乡和原马家乡所属行政区域为勿角镇的行政区域。

## 行政区划
马家乡撤销前下辖以下地区：
马香村、苗州村、胜利村、南岸村和瓜地岩村。